# Камиј Китон
Камиј Китон (енгл. Camille Keaton; рођена 20. јула 1947. у Пајн Блаф, Арканзас) је америчка глумица, најпознатија по улози Џенифер Хилс у контроверзном хорор филму Пљунем ти на гроб из 1978. У исту улогу Китон се вратила и у наставцима Пљунем ти на гроб 2: Дивљачка освета (1993) и Пљунем ти на гроб 3: Дежа ви (2019).
Каријеру је започела насловном улогом у италијанском ђало филму Шта сте урадили са Соланж? (1972). Поред серијала Пљунем ти на гроб, Китон се појављивала и у другим хорор филмовима, од којих су најпознатији Соба лептира (2012), Господари Сејлема (2012) и Кућа смрти (2017).
Године 1979. Китон се удала за редитеља филма Пљунем ти на гроб, Мира Зарчија. Пар се развео 1982. Након тога, Китон се 20. марта 1993. удала за продуцента Сиднија Лафта, бившег мужа Џуди Гарланд. Са Лафтом је била у браку до његове смрти 15. септембра 2005.

## Филмографија
| Улоге Камиј Китон |                                      |               |                |                     |
| Година            | Српски назив                         | Изворни назив | Улога          | Напомена            |
| 1972.             | Шта сте урадили са Соланж            |               | Соланж Борегар |                     |
| 1972.             | Трагична церемонија                  |               | Џејн           |                     |
| 1974.             | Маделина: Анатомија ноћне море       |               | Маделина       |                     |
| 1978.             | Пљунем ти на гроб                    |               | Џенифер Хилс   | медаља Плата де Леј |
| 1982.             | Концерт џунгле                       |               | Рита Њуман     |                     |
| 1993.             | Пљунем ти на гроб 2: Дивљачка освета |               | Џенифер Хилс   |                     |
| 2012.             | Соба лептира                         |               | Олга           |                     |
| 2012.             | Господари Сејлема                    |               | Дорис вон Факс |                     |
| 2015.             | План 9                               |               | бака           |                     |
| 2017.             | Кућа смрти                           |               | Кирсти Бун     |                     |
| 2019.             | Пљунем ти на гроб 3: Дежа ви         |               | Џенифер Хилс   |                     |